# Stanisław Skupień
Stanisław Skupień (ur. 26 kwietnia 1907 w Zakopanem, zm. 11 lipca 1983 w Zakopanem) – polski narciarz, olimpijczyk, wieloletni kierownik schroniska PTTK.
Był czołowym polskim biegaczem narciarskim w latach trzydziestych XX w. Startował w Igrzyskach Olimpijskich w Lake Placid w 1932, gdzie w biegu na 18 km zajął 31. miejsce, a biegu na 50 km nie ukończył na skutek złamania kija. Cztery razy wystąpił na mistrzostwach świata: w Zakopanem 1929, Innsbrucku 1933, Wysokich Tatrach 1935 i w Zakopanem 1939.
Cztery razy zdobył mistrzostwo Polski w sztafecie 5 × 10 km (w 1930, 1931, 1932 i 1932) i raz w sztafecie 4 × 10 km (w 1936), wszystkie w barwach SN PTT Zakopane. Był też wicemistrzem Polski na 18 km w 1934 oraz w sztafecie 4 × 10 km w 1935 i 1949.
Od 1947 był przez ponad 30 lat kierownikiem schroniska PTTK na Hali Kondratowej. Od 1949 był ratownikiem TOPR.
Został pochowany na Cmentarzu Zasłużonych na Pęksowym Brzyzku (kw. P-II-17).

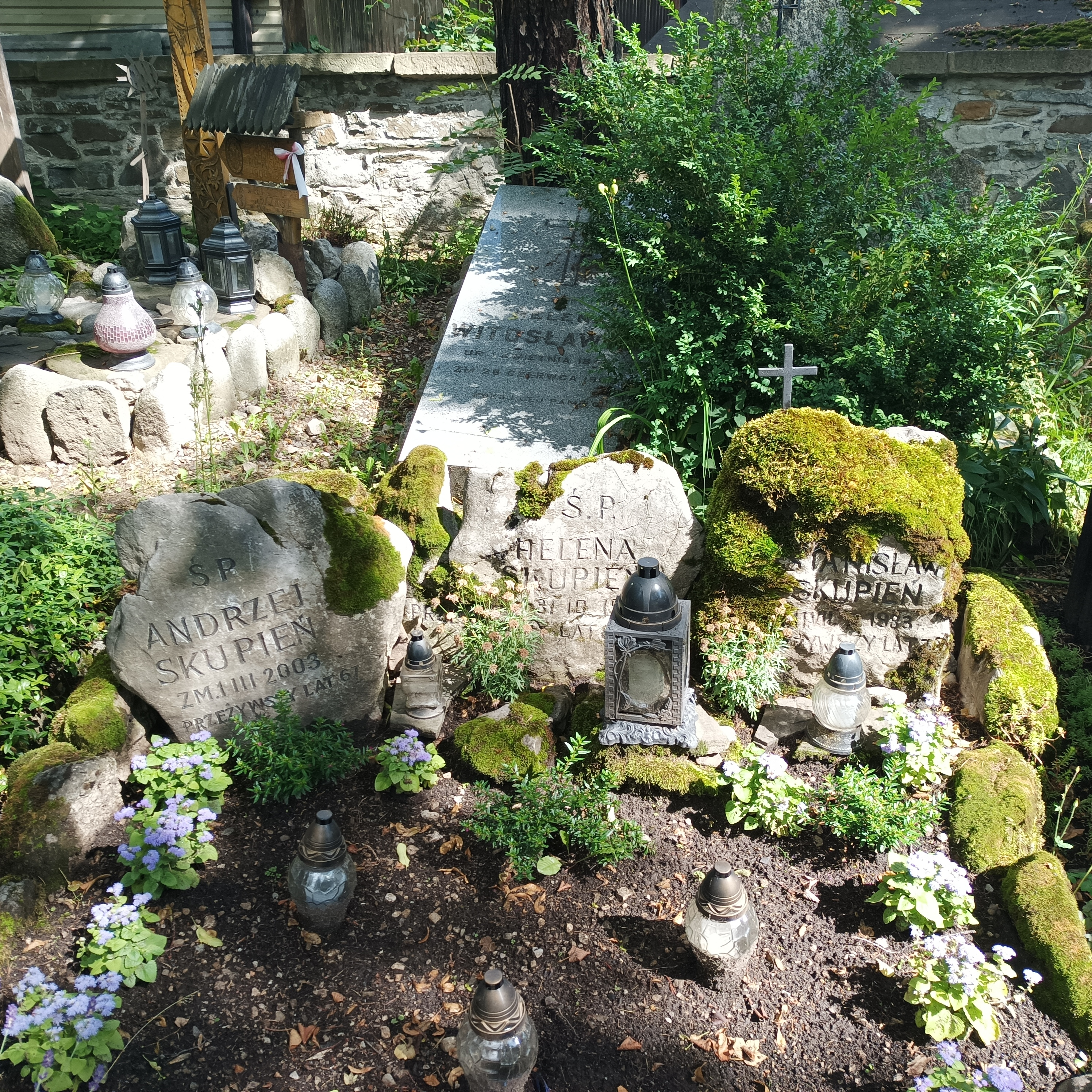
Grób Stanisława Skupienia na Cmentarzu Zasłużonych na Pęksowym Brzyzku